# Lorin Parys
Pour les articles homonymes, voir Parys.
 (juillet 2018).
Si vous disposez d'ouvrages ou d'articles de référence ou si vous connaissez des sites web de qualité traitant du thème abordé ici, merci de compléter l'article en donnant les références utiles à sa vérifiabilité et en les liant à la section « Notes et références ».
Lorin Parys, né le 12 avril 1976 à Louvain est un homme politique belge flamand, membre de la N-VA.
Il a un MBA (Vlerick, 2006), un master in law (KUL, 1999 et New York University school of law, 2000); associate counsel (Latham & Watkins LLP, USA, 2000 - 2003); porte parole du gouvernement flamand (2003 - 2004); directeur général (Flanders DC, 2004 - 2007); Chief Operating Officer (Uplace Group, 2007 - 2014 et du Club de Bruges , 2011 - 2012), président du CA (Eye Candy NV).

## Fonctions politiques
- député au Parlement flamand :
  - depuis le 25 mai 2014